# Història de Tailàndia

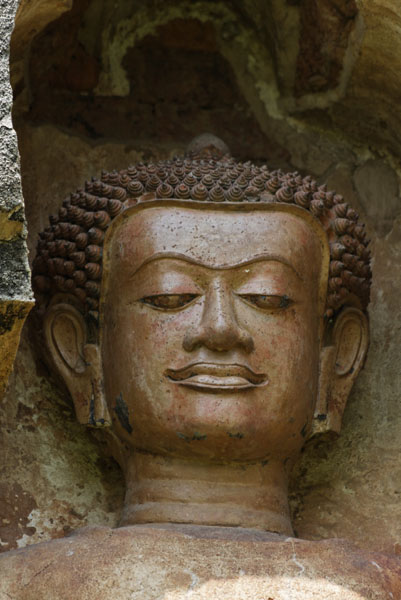
Buda de Wat Kukkut, Lamphun, Tailàndia

La història de Tailàndia comença amb la migració dels tailandesos al territori que avui es coneix com a Tailàndia durant el primer mil·lenni. Anteriorment a això, havien existit civilitzacions a l'edat del bronze a l'edat del ferro durant diversos milers d'anys, i posteriorment els regnes Mon, Malai i Khmer. Els tailandesos van establir els seus propis regnes, més prominentment al Regne de Sukhothai i de manera més duradora al Regne d'Ayutthaya. Aquests regnes van estar constantment amenaçats per Birmània i pel Vietnam, i també per rivals tailandesos i Laos. Les potències colonials europees van amenaçar Tailàndia al segle xix i al començament del segle xx, però Tailàndia va sobreviure com l'únic estat del sud-est d'Àsia que escapà de ser colonitzat. Després del final de la monarquia absoluta tailandesa el 1932, Tailàndia va estar gairebé sis anys sota un govern militar gairebé permanent abans de l'establiment d'un sistema democràtic.
Els tais que originàriament vivien al sud-oest de la Xina van migrar al sud-est asiàtic continental durant un període de molts segles. La menció més antiga coneguda de la seva existència a la zona ve de l'exònim siamès, que es troba en una inscripció del segle xii aC en el complex del temple khmer d'Angkor Vat a Cambodja, que fa referència als syam, o gent de color "marró fosc".
Es creu que siam deriva de l'antiga paraula malaia sagûm, o ètnia marró, amb un significat despectiu.
Durant el regnat de Rama III (1824–1851) un comerciant escocès a instàncies del rei va encunyar experimentalment unes monedes a Anglaterra, encara que no aprovades per a utilitzar-se, el nom del país posat en aquestes primeres monedes era Muang Thai, no Siam.
També pronunciat Siem, Syâm o Syâma, ha estat identificat amb el sànscrit Śyâma (श्याम, que significa 'fosc' o 'marró'). Els noms shan i A-hom semblen ser variants de la mateixa paraula, i Śyâma possiblement no és el seu origen, sinó una distorsió apresa i artificial.
La designació del país com Siam pels occidentals probablement procedia dels portuguesos, els primers europeus a donar un relat coherent del país. Les cròniques portugueses assenyalaven que en les cròniques del rei de Sukhothai aquest havia enviat una expedició a Malaca a l'extrem sud de la península de Malaca el 1455. Seguint la seva conquesta de Malaca el 1511, el portuguesos van enviar una missió diplomàtica a Ayutthaya. Un segle més tard, el 15 d'agost de 1612, The Globe, un vaixell mercant de l'East India Company amb una carta del rei Jaume I d'Anglaterra, va arribar a la ruta de Syam. A finals del segle xix, Siam s'havia tornat tan consagrat en la nomenclatura geogràfica que es creia que amb aquest nom i no un altre seria el que continuaria sent conegut i utilitzat."

## Prehistòria
L'actual Indoxina va ser la llar de diverses comunitats indígenes durant milers d'anys. El descobriment de fòssils d'Homo erectus com l'home de Lampang datat aproximadament 1.000.000-500.000 d'anys al Plistocè. S'han recuperat artefactes de pedra de fa 40.000 anys, per exemple, a l'abric de Tham Lod a Mae Hong Son i a l'abric de Lang Rongrien a Krabi, Tailàndia peninsular. Les dades arqueològiques fa entre 18.000 i 3.000 anys provenen principalment de jaciments en coves i refugis rocosos associats amb la cultura hoabinhiana.

## Història antiga

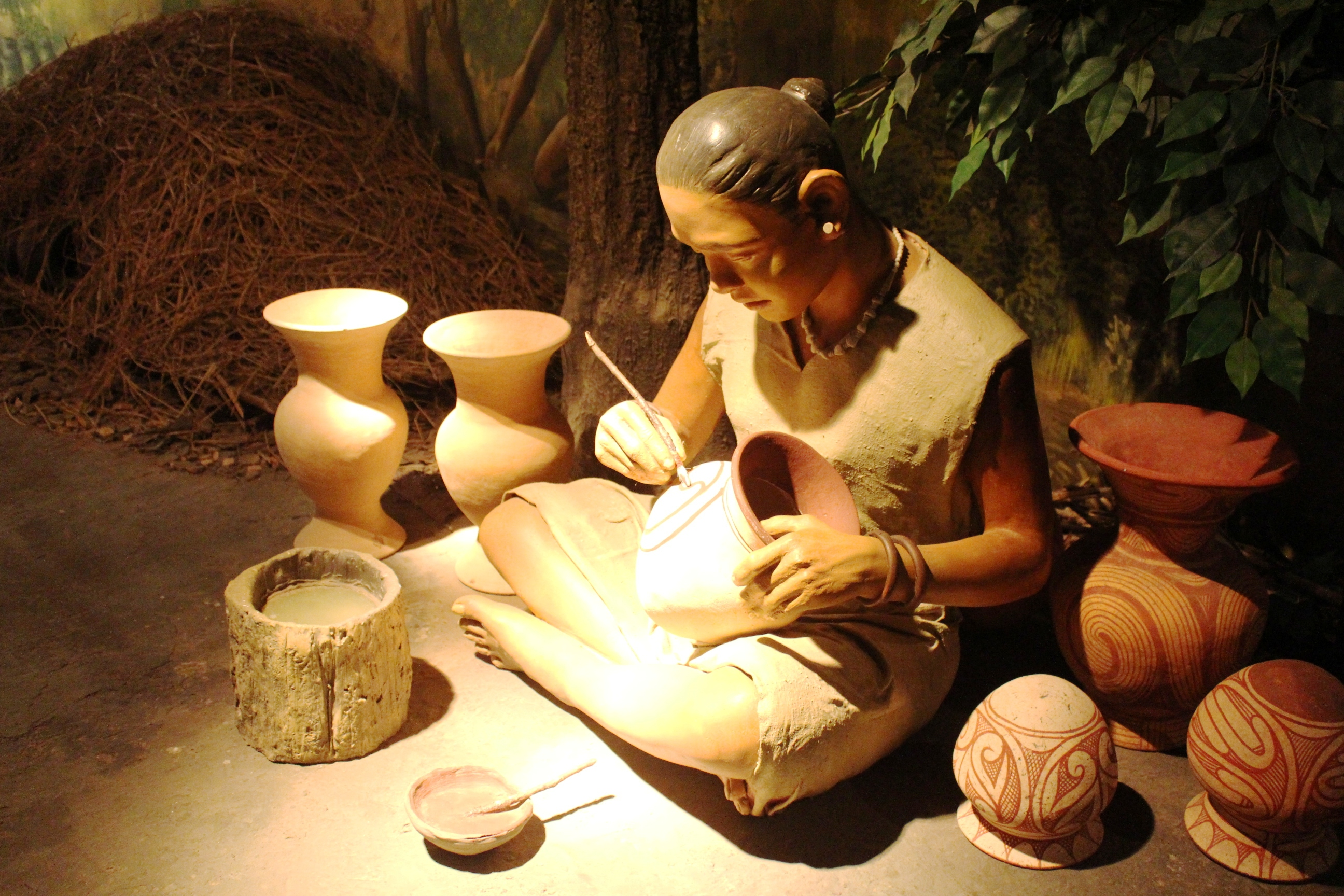
Dona de Ban Chiang fabricant estris de ceràmica

El jaciment arqueològic més gran a Tailàndia és Ban Chiang, on es van trobar fragments d'arròs, fet que va fer creure que els colons de l'edat de bronze probablement eren agricultors. Les tombes més antigues del jaciment no inclouen artefactes de bronze i, per tant, són d'una cultura neolítica; les tombes més recents daten de l'edat del ferro. La reanàlisi mitjançant datació per radiocarboni va suggerir que una data més probable per a la metal·lúrgia més antiga a Ban Chiang era c. 2000–1700 aC. Es va obtenir una data del 2100 aC a partir de fitòlits d'arròs extrets de l'interior d'un recipient funerari de la tomba més profunda, que no tenia restes metàl·liques. La tomba més jove va ser al voltant del 200 dC. La fabricació de bronze va començar cap al 2000 aC, com ho demostren els gresols i els fragments de bronze.
Al voltant del segle i aC, d'acord amb una epigrafia de Funan i els registres d'historiadors xinesos (Coedes), sembla que s'havien organitzat un nombre d'assentaments comerciants del sud en diversos estats malais, entre els quals els primers a originar-se es creu que són els de Langkasuka i Tambralinga.
Posteriorment les civilitzacions malaia, mon i khmer van florir a la regió anterior a la dominació dels tailandesos, especialment el Regne de Srivijaya al sud, el Regne Dvaravati a Tailàndia central i l'Imperi khmer fundat a Angkor. Els tailandesos estan lingüísticament relacionats amb grups originaris del sud de la Xina. Algunes migracions de la Xina meridional al sud-est d'Àsia van tenir lloc durant el primer mil·lenni aC, probablement pel nord de Laos.

## Sukhothai i Lannathai

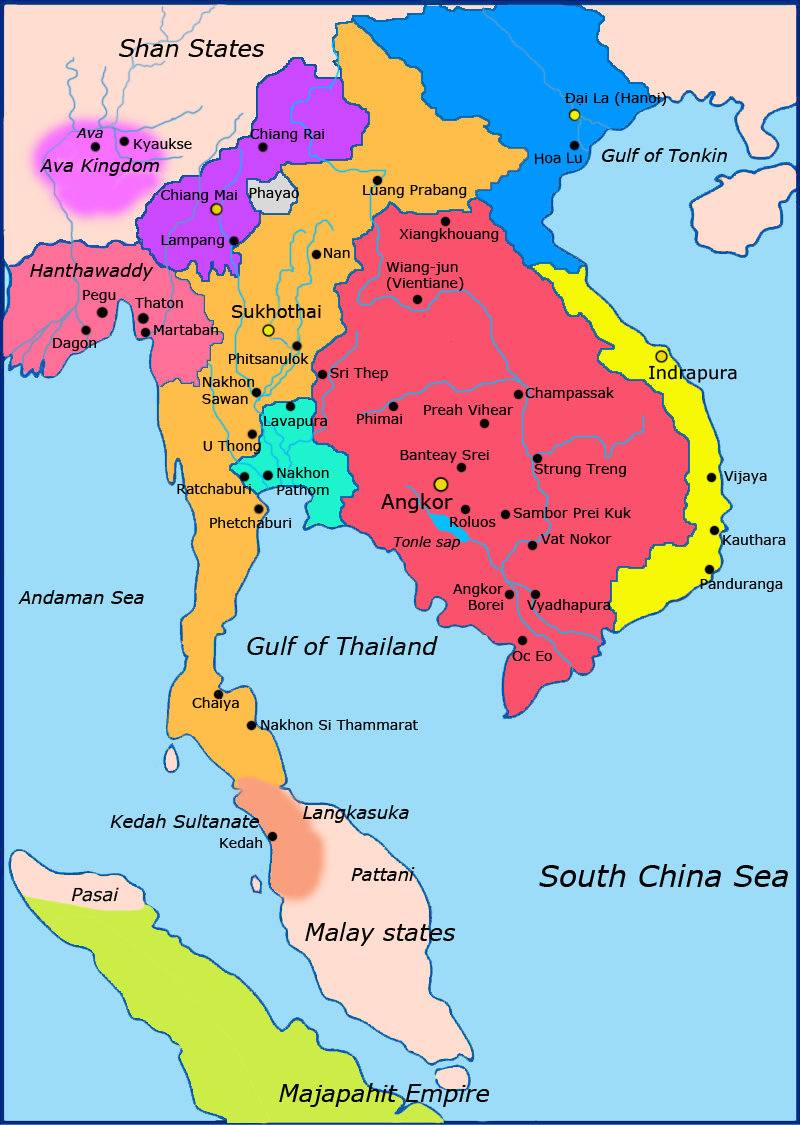
El sud-est asiàtic cap al 1300

Els tailandesos daten la fundació de la seva nació al segle xiii. Segons la tradició, alguns caps tailandesos es van revoltar contra el domini de l'Imperi khmer establint el Regne de Sukhothai l'any 1238 La ciutat de Sukhothai va dominar breument l'àrea de l'actual Tailàndia durant el regnat de Ramkhamhaeng, però després de la seva mort va decaure i fou sotmès l'any 1365 pel Regne d'Ayutthaya, el qual va dominar el sud i el centre de Tailàndia fins al segle xviii.

## Ayutthaya
Després que el rei Kraisornrat de Lopburi morís sense hereu aparent, el rei de Phraek Siracha (actual Sankhaburi), que era l'avi del primer rei d'Ayutthaya, U'Tong, es va fer càrrec del tron. Després de la seva mort l'any 1319, tant Lopburi com la ciutat de Sena Ratchanakhon van ser considerades herències reials per a la seva filla, que més tard la va passar al seu fill, U'Tong. En 1350, per fugir de l'amenaça d'una epidèmia, es traslladà al sud, als rics camps de la conca del riu Chao Phraya. En una illa del riu, va fundar la nova capital, a la qual va anomenar Ayutthaya, en referència a Ayodhya en el nord de l'Índia, la ciutat de l'heroi tailandès del Ramakien, adaptació de l'epopeia hindú del Ramayana. U Thong va prendre el nom de Ramathibodi I (1350-60). El regne d'Ayutthaya, establert a Ayutthaya, a la vall del riu, es va formar al voltant del regne de Lopburi, que va ser absorbit. El seu creixement va continuar per la zona sud del centre de gravetat dels pobles de parla tailandesa.

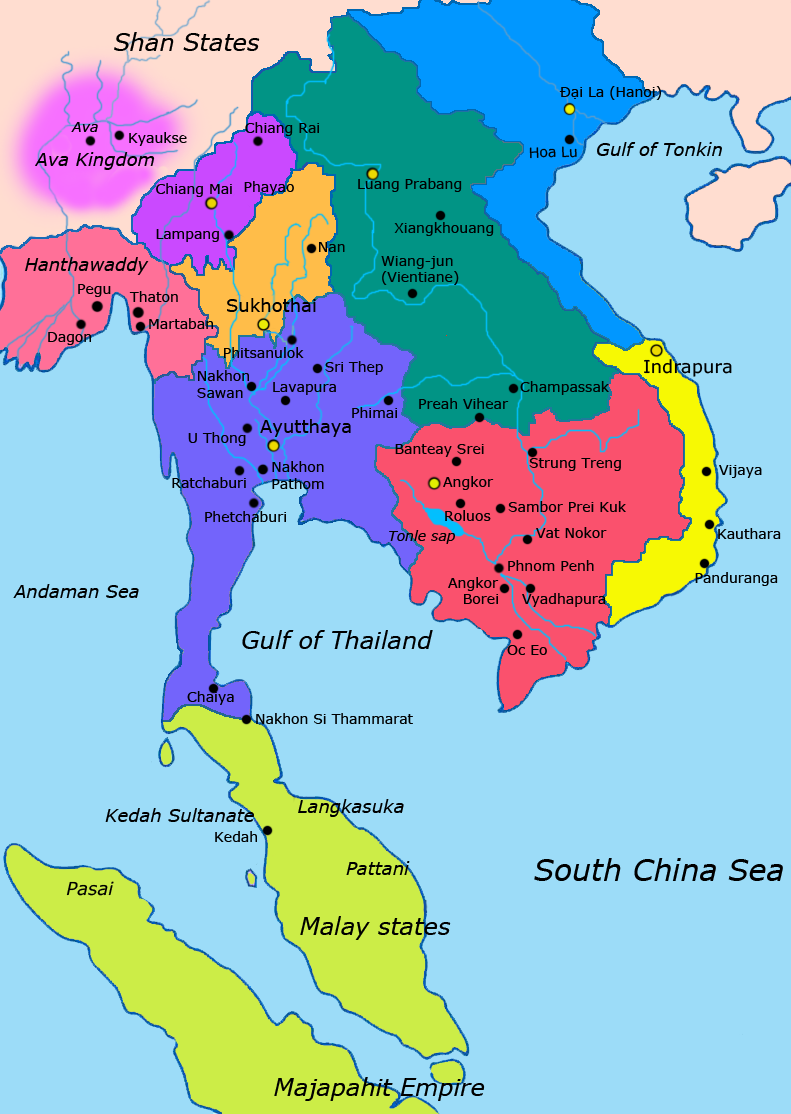
El sud-est asiàtic cap al 1400

El primer monarca del Regne d'Ayutthaya, Ramathibodi I, va fer dues contribucions importants a la història tailandesa: establir i fomentar el budisme theravada com a religió oficial, per diferenciar-se del regne hindú d'Angkor, i recopilar el Dharmashastra, un codi legal basat en fonts hindús i costums tailandesos. El Dharmashastra continuà sent llei tailandesa fins ben entrat el segle xix. Començant amb els portuguesos al segle xvi, Ayutthaya va tenir contacte amb Occident, però fins al segle xix, les seves relacions amb nacions veïnes, i amb l'Índia i la Xina eren primordials. Ayutthaya dominà una àrea considerable, des dels estats musulmans a la península Malaia fins als estats del nord de Tailàndia. No obstant això, Birmània, que controlava Lanna i també havia unificat el seu regne sota una poderosa dinastia, intentà envair Tailàndia diverses vegades el 1750 i el 1760. Finalment, els birmans van atacar la ciutat i la van conquerir el 1767. La família reial va fugir de la ciutat, on el rei va morir de fam deu dies més tard, i desaparegué el llinatge reial d'Ayutthaya.

## Període de Bangkok
Després de més de 400 anys de domini, el 1767, el Regne d'Ayutthaya caigué davant la invasió de l'exèrcit birmà. La seva capital va ser incendiada i el territori dividit. El general Taksin pogué reunir el Regne tailandès des de la seva nova capital, Thonburi, i se'n declarà rei l'any 1769. Tanmateix, Taksin suposadament embogí i va ser deposat, fet presoner i executat el 1782. El general Chakri li va succeir el 1782 amb el nom de Rama I, el primer rei de la dinastia Chakri. El mateix any, fundà la nova capital a Bangkok, a la vora del riu Chao Phraya i al marge oposat de Thonburi, la capital de Taksin. Birmània fou derrotada el 1790 i obligada a retirar-se de Siam. Lanna també es va alliberar de l'ocupació birmana, però el rei d'una nova dinastia establerta en la dècada de 1790 fou en la pràctica un titella del monarca Chakri.
Els hereus de Rama I estaven cada vegada més preocupats per l'amenaça del colonialisme europeu, després de les victòries britàniques a la veïna Birmània el 1826. El primer reconeixement d'una potència occidental a la zona fou el tractat d'Amistat i Comerç (Amity) amb el Regne Unit el 1826. El 1833 els Estats Units van iniciar contactes diplomàtics amb Siam, com Tailàndia es deia fins al 1939 (i també entre 1945 i 1949). No obstant això, va ser durant un regnat posterior, el de Chulalongkorn (Rama V, 1868-1910) i el seu pare, el rei Mongkut (Rama IV, 1851-1868), que Tailàndia va establir un acostament amb les potències occidentals. Els tailandesos creien que les habilitats diplomàtiques d'aquests monarques, combinades amb les reformes modernitzadores del govern tailandès, feien que Siam fos l'únic país del sud i del sud-est d'Àsia que evitava la colonització europea. Això es reflecteix en el nom modern del país, Prathet Thai (Tailàndia), usat no oficialment entre 1939 i 1945 i posteriorment de manera oficial a partir de l'11 de maig de 1949. Prahet vol dir 'nació' i thai significa 'lliure'.
El tractat anglosiamès de 1909 establí la frontera moderna entre Siam i la Malàisia britànica assegurant l'autoritat tailandesa a les províncies de Pattani, Yala, Narathiwat i Satun, que eren anteriorment part dels sultanats malais semiindependents de Pattani i Kedah. Una sèrie de tractats amb França fixà l'actual frontera oriental amb Laos i Cambodja, territoris que Siam havia anteriorment reclamat i en part controlat.

## Fi de la monarquia absoluta (1932) i les seves conseqüències
El cop d'estat siamès del 1932 transformà el govern de Tailàndia d'una monarquia absoluta a una monarquia constitucional. El rei Prajadhipok (Rama VII) inicialment acceptà aquest canvi, però després abdicà a favor del seu nebot de deu anys, Ananda Mahidol que regnà com Rama VIII de Tailàndia. Durant la Segona Guerra Mundial, Rama VIII era favorable a l'Imperi del Japó en el conflicte entre el Japó d'una banda i per l'altre costat els Estats Units, el Regne Unit i França (els tres junts), tot i que, no obstant això, fou neutral en el conflicte entre l'Imperi del Japó i l'URSS; i fins i tot va ser favorable a l'URSS en el conflicte entre aquesta i l'Alemanya nazi. En abdicar, Prajadhipok va dir que l'obligació d'un governant era regnar pel bé de tota la gent, no d'una selecta minoria. El rei Ananda Mahidol (Rama VIII) va morir el 1946 sota circumstàncies una mica misterioses. L'explicació oficial era que s'havia disparat accidentalment mentre netejava la seva arma (però alguns creuen, tot i que encara no està confirmat, que Rama VIII Ananda Mahidol, el rei de Tailàndia, se suïcidà perquè no va poder suportar la derrota del Japó, país amb el qual estava ferventment aliat). Va ser succeït per Bhumibol Adulyadej, el rei que més temps va regnar a Tailàndia i molt popular pels tailandesos. Encara que nominalment una monarquia constitucional, Tailàndia fou governada per una sèrie de governs militars (amb Luang Phibunsongkhram i Sarit Dhanarajata com a líders més prominents), amb breus períodes de democràcia. El 1992 l'últim governant militar, Suchinda Kraprayoon, renuncià al poder en resposta a grans protestes populars, recolzades pel rei. Des de llavors, Tailàndia ha estat una democràcia amb canvis constitucionals de govern.
El 8 de desembre de 1941, poques hores després de l'atac a Pearl Harbor, el Japó va exigir el dret de traslladar tropes a través de Tailàndia a la frontera malaia. Els japonesos van desembarcar a Bangkok i diversos llocs al llarg de la costa est del sud de Tailàndia, on es van enfrontar a l'exèrcit tailandès de sis a vuit hores abans que l'exèrcit tailandès determinés que era impossible defensar el regne. Poc més tard es va concedir lliure trànsit al Japó, i el 21 de desembre de 1941 Tailàndia i el Japó van signar una aliança amb un protocol secret en el qual Tòquio acordava ajudar Tailàndia a recuperar territoris perduts a les potències colonials, el Regne Unit i França, i Tailàndia acordava donar assistència al Japó en la seva guerra contra els aliats.
Després de la derrota del Japó el 1945, amb l'ajuda d'un grup de tailandesos conegut com a Seri Thai, amb suport dels Estats Units, Tailàndia fou tractada com un país derrotat pels britànics i pels francesos, tot i que el suport americà mitigà els termes dels aliats. Tailàndia no va ser ocupada per aquests, però l'obligaren a tornar el territori obtingut dels britànics i francesos. En el període de la postguerra, Tailàndia va gaudir de bones relacions amb els Estats Units, a qui va veure com un protector de les revolucions comunistes en estats veïns.

## Tailàndia des del 1945 fins a la revolució del 1973
El 1946 el rei Mahidol mor i el seu germà Bhumidol es corona com a Rama IX. El 1947 el nou rei signa i promulga una nova constitució, per la qual cosa es crea un nou parlament de dues cambres: 100 senadors i 240 de la Casa de Representants. Des de llavors, Tailàndia va estar dominada pels militars i va patir més de vint cops d'estat i contraatacs, amb intervals breus de democràcia. Després que, el 1962, la revolució comunista triomfés al nord del país, els Estats Units van col·laborar amb el govern de Bangkok, contribuint a reforçar l'exèrcit i la policia i establint-hi bases militars, que foren evacuades el 1976. D'aquesta manera, Tailàndia es va trobar cada vegada més compromesa en el conflicte vietnamita, igual que poc abans havia sofert nombrosos frecs amb Cambodja.

## La història de Tailàndia després del 1973
La història de Tailàndia des del 1973 ha estat un seguit de transicions difícils i, de vegades, sagnants, entre el poder militar i el civil. La revolució del 1973 va ser seguida d'una breu i inestable democràcia, al seu torn seguida de la tornada a un règim militar portat al poder per un cop d'estat l'any 1976. Aquest règim militar ha estat molt inestable a causa de més cops d'estat. Al llarg de la major part dels anys 1980, el general Prem Tinsulanonda ha regnat sobre Tailàndia encapçalant un règim militar, i també, amb un mandat democràtic a partir del 1983. A continuació, el país ha mantingut una democràcia posada a part en un breu període sota un règim militar del 1991 al 1992. El partit Thai Rak Thai (Tais que estimen els Tai) dirigit pel primer ministre Thaksin Shinawatra ha governat el país des del 2001.

### Revolució
A l'octubre del 1973 es van produir manifestacions massives a Bangkok, exigint el final del règim militar. El general Thanom Kittikachorn hi va respondre amb força i fins a 70 manifestants van ser assassinats als carrers, cosa mai vista a Tailàndia. Aquesta intervenció violenta del règim militar va incitar el rei Rama IX a fer la seva primera intervenció en la política tailandesa retirant el seu suport al règim militar, i el 14 d'octubre del 1973 el general Thanom Kittikachorn va dimitir i abandonà el país.
Els esdeveniments de l'octubre del 1973 es van revelar com una revolució dins de la política tai. Per primera vegada, la burgesia urbana, dirigida pels estudiants, havia derrotat les forces combinades de la vella classe regnant i l'exèrcit, alhora que havien guanyat la benedicció aparent del rei per realitzar una transició a la plena democràcia, simbolitzada per una nova Constitució que preveia una legislatura totalment triada. A Tailàndia no s'havia desenvolupat encara una classe política en la mesura suficient com per fer funcionar aquesta nova democràcia sense un sol cop. Les eleccions del gener del 1975 no van produir una majoria estable, i una nova elecció a l'abril del 1976 va tenir els mateixos resultats. El veterà polític Seni Pramoj i el seu germà Kukrit Pramoj es van alternar en el poder, però no van ser capaços de crear una reforma coherent del sistema polític. La forta pujada dels preus del petroli el 1974 va portar a una recessió i a una inflació, i afeblí la posició del govern.
El gest polític més popular realitzat a la democràcia va ser fixar la retirada de les forces americanes de Tailàndia coincidint amb la victòria del Pathet Lao a la Guerra Civil laosiana que abolí la monarquia de 600 anys a Laos, l'enderrocament de la dictadura militar de la República Khmer pels khmers rojos i la victòria comunista a la guerra del Vietnam. No obstant això, els conservadors van obtenir millors resultats en les eleccions generals de Tailàndia de 1976 que els que havien tingut en les del 1975. L'ala esquerra del moviment estudiantil no va acceptar aquesta victòria i van continuar manifestant-se a favor de canvis radicals.

### Règim militar
Al final del 1976 l'opinió de la burgesia moderada va donar l'esquena al radicalisme cada vegada més militant dels estudiants de la Universitat Thammasat. L'exèrcit i els partits de dretes van lluitar contra els radicals amb grups paramilitars com ara els "Exploradors de Pobles" o la "Xarxa Gauss". L'exemple es va presentar a l'octubre, quan Thanom Kittikachorn tornà a Tailàndia per entrar en un monestir. Les manifestacions d'estudiants van xocar contra els contramanifestants i agents dels serveis d'intel·ligència, i resultaren en violència. El 6 d'octubre del 1976 l'exèrcit deixà anar els paramilitars sobre els manifestants i va utilitzar aquesta orgia de violència, en la qual centenars d'estudiants van ser torturats i assassinats, per suspendre la Constitució i reprendre el poder.
L'exèrcit va instal·lar Thanin Kraivichien, un antic jutge ultraconservador, com a primer ministre, i va dur a terme una purga radical de les universitats, els mitjans de comunicació i la funció pública. Milers d'estudiants, intel·lectuals i altres esquerrans van fugir de Bangkok i es van refugiar amb les forces insurgents del Partit Comunista de Tailàndia (PCT) al nord i al nord-est, operant des de bases segures a Laos. Altres van marxar a l'exili.
El nou règim va resultar tan inestable com ho havia estat l'experiment democràtic. El març de 1977, una facció de l'exèrcit va fer un intent de cop d'estat però va fracassar. L'octubre de 1977 una secció diferent de l'exèrcit va fer un altre "cop d'estat" i va substituir Thanin pel general Kriangsak Chomanan. El 1978 el govern va oferir una amnistia als comunistes tailandesos amb una oferta que incloïa habitatge, reunió familiar i seguretat, i aïllats a la selva, sense contacte amb la població van anar marxant, desanimats, un a un i grup a grup, en un moment en què els països veïns es van convertir en comunistes després de la conquesta de Vietnam del Sud pel Viet Cong, Laos pel Pathet Lao i Cambodja pels Khmers rojos. Kriangsak va abandonar voluntàriament el poder al febrer de 1980 i el va succeir el general Prem Tinsulanonda.
Després d'una sèrie de controvèrsies internes al PCT, els canvis en les aliances internacionals i la guerra contra el govern tailandès, al costat del final de la Guerra Freda, el congrés de 1982 no va resoldre la crisi, amb nous abandonaments, fins i tot entre la direcció del partit, grups de guerrillers van negociar en massa la seva rendició i finalment les guerrilles es van desintegrar. El 1986 la direcció del partit va anunciar la seva reorganització però el partit no va tornar a aparèixer en l'escena política. En 1988 Prem Tinsulanonda va dimitir i va ser designat pel Rei com a President del seu Consell Privat.

### Eleccions i cop d'estat
El Partit de la Nació Tai va guanyar la majoria de vots a les eleccions generals de Tailàndia de 1988 i Chatichai Choonhavan fos nomenat primer ministre el 4 d'agost de 1988 convertint-se en el primer cap de govern elegit democràticament després de 12 anys de dictadura i "semidemocràcia". El seu govern va millorar les relacions amb el Vietnam, Cambodja i Laos, governats pels comunistes, que havien estat els enemics de Tailàndia durant la Guerra Freda. Durant el govern de Chatichai hi va haver una corrupció desenfrenada. Tailàndia ha estat un membre actiu de l'Associació de Països del Sud-est Asiàtic (ASEAN, en anglès) després de la restauració de la democràcia el 1992.
El govern democràtic de Chatichai Choonhavan va caure per un cop d'estat dut a terme pels caps militars tailandesos el 23 de febrer de 1991, liderat per Sunthorn Kongsompong de manera provisional, acusant el govern electe de corrupció massiva i d'abús de poder en benefici propi, abolint la constitució de 1978 i establint la llei marcial prometent eleccions aviat. Anand Panyarachun fou l'escollit per la Junta per liderar el país el març de 1991, i després de les eleccions generals del 22 de març de 1992 el partit de Narong Wongwan va guanyar les eleccions i Narong va ser designat primer ministre, però va haver de renunciar al nomenament i el parlament va nomenar al general golpista Suchinda Kraprayoon causant una onada de protestes en demanda de democràcia que en maig de 1992 fou reprimida mortalment pel règim en el conegut com el Maig Negre, que va causar la dimissió de Kraprayoon. El viceprimer ministre, Meechai Ruchuphan, va esdevenir primer ministre interí fins que el va succeir Anand Panyarachun del Partit Demòcrata el 10 de juny i va abolir la llei marcial i reprendre la democràcia.
Panyarachun va convocar unes eleccions el mes de setembre de les que va sortir escollit Chuan Leekpai que va posar èmfasi en l'estabilitat econòmica nacional, la descentralització dels poders administratius a les províncies rurals, el foment de la distribució d'ingressos, oportunitats i desenvolupament econòmic a les regions, però el seu govern va caure per la corrupció en 1995. convocant-se unes unes noves eleccions que va guanyar Banharn Silpa-archa del Partit de la Nació Tai i va formar un govern de coalició, però els nombrosos escàndols de corrupció de la seva administració el va fer dimitir. Es creu que la seva efímera però inepta administració va obrir el camí per a la crisi econòmica de 1997. Leekpai va assumir de nou el poder a finals de 1997 després de la caiguda de la corrupta administració de Chavalit Yongchaiyudh sorgida de les eleccions generals de Tailàndia de 1996. La crisi econòmica va assetjar Tailàndia el 1997 amb un deute exterior que va fer fallida el país fins i tot abans de l'enfonsament del baht que va provocar el col·lapse de diverses institucions financeres. A les eleccions generals de Tailàndia de 2001 el partit de Leekpai va guanyar només 128 escons, castigat pel seu fracàs en treure l'economia de l'estancament, i el nou primer ministre fou Thaksin Shinawatra del populista Thai Rak Thai.

### Democràcia i nous règims militars
El 19 de setembre del 2006 els militars van donar un cop d'estat encapçalat pel general Sonthi Boonyaratglin contra el govern de Thaksin Shinawatra. Amb el suport del rei Bhumibol Adulyadej van començar un procés que va derivar en un govern provisional i en l'elaboració d'una nova constitució, amb data de lliurament a l'octubre del 2007. Els caps dels tres exèrcits (Terra, Aire i Armada) es van reunir amb el Rei per a proposar un gabinet amb el general Surayud Chulanont, home de la total confiança del conseller real Prem Tinsulanonda, com Primer Ministre interí fins que es van celebrar unes noves eleccions a finals de 2007 i el 28 de gener de 2008 va prendre possessió com a primer ministre Samak Sundaravej, líder del nou Partit del Poder Popular (PPP) vinculat políticament al destituït Thaksin Shinawatra però el Tribunal Constitucional de Tailàndia el va destituir per conflicte d'interessos, i Somchai Wongsawat de l'Aliança Popular per la Democràcia (PAD) va ser nomenat primer ministre, i després de setmanes de protestes liderades per l'oposició, el Tribunal Constitucional va dissoldre el govern per frau en les eleccions i va inhabilitar els líders dels partits, inclòs el primer ministre Somchai Wongsawat durant cinc anys.
El 2010, varen tenir lloc unes protestes amb l'objectiu d'enderrocar el govern del llavors primer ministre Abhisit Vejjajiva i per aplanar la tornada de l'exprimer ministre Thaksin Shinawatra, un polític populista que compta amb nombrosos seguidors entre la població més humil. Després eleccions generals de Tailàndia de 2011, Tailàndia fou governada pel Partit Pheu Thai, del qual Thaksin és líder de facto. La seva germana Yingluck Shinawatra va ser nomenada primera ministra però des del novembre del 2013 grans manifestacions van conduir a la dissolució del govern per la Cort Constitucional el 17 de maig del 2014 acusada d'abús de poder i el general Prayut Chan-o-cha va prendre el poder el 22 de maig.
Com a president del Consell Privat, Prem Tinsulanonda va exercir com a regent de Tailàndia des de la mort del rei Bhumibol Adulyadej el 13 d'octubre de 2016 fins a l'1 de desembre de 2016, quan Vajiralongkorn va ser proclamat rei.
El 2019, després de nombrosos retards, la junta finalment va celebrar eleccions generals el 24 de març en les que el Senat seria nomenat íntegrament per la junta i els districtes electorals redissenyats a darrera hora. Després de les eleccions el partit pro-junta Palang Pracharath va formar un govern de coalició, amb Prayut escollit pel parlament per a un segon mandat com a primer ministre tot i que el seu partit no va guanyar la majoria d'escons.
El sistema electoral va canviar a un de doble llista de cara a les eleccions de 2023 per reduir el nombre de partits a la cambra, i Prayut va anunciar la seva retirada de la política després dels resultats de Nació Tai Unida, que va acabar tercer a les eleccions generals de Tailàndia de 2023 que va guanyar el partit Avançar de Pita Limjaroenrat. Va ocupar un càrrec provisional fins que l'Assemblea Nacional va votar Srettha Thavisin del partit Pheu Thai com a nou primer ministre el 22 d'agost. Després de la deposició de  Thavisin per una sentència del Tribunal Constitucional pel nomenament de Pichit Chuenban com a ministre, quan havia estat a la presó per intentar subornar membres del Tribunal Suprem, Paetongtarn Shinawatra fou la nomenada pel seu partit per succeïr-lo. És la persona més jove de la història tailandesa a convertir-se en primera ministra i la segona dona que ocupa el càrrec.